# Білошапка Михайло Іванович
 Михайло Іванович Білошапка (нар. 1924, с. Болотниця Талалаївського району Чернигивської області — ?) — бандурист, самодіяльний композитор.

## Біографія
В дитячі та юнацькі роки навчився грати на мандоліні, гітарі, скрипці, брав участь у самодіяльних гуртках школярів. 1929 почув виступ сім'ї Сологубів (на бандурах грали батько, сини та невістки). У В. Сологуба, який робив бандури, придбав першу бандуру. З 1947 завідував клубом у рідному селі і виступав як бандурист.
1953 закінчив заочні музичні курси при Центральному будинку народної творчості ім. Крупської в Москві, а 1963 — Київське музичне училище ім. Глієра по класу диригентсько-хормейстерському. Додатково вчився у бандуристів-педагогів училища А. Омельченка та В. Ф. Лапшина.
1955 організував у м. Кролевці на ткацькій фабриці ансамбль бандуристок, на базі якого згодом була організована капела бандуристів, яка стала працювати при районному Будинку культури і під керівництвом М. І. Білошапки одержала диплом 1-го ступеня на обласному огляді.
Виступає М. Білошапка як соліст-бандурист. Має власні твори («Де струмочки чисті» на слова В. Регентюка, «Дума про Батьківщину» на слова І. Корнющенка, також кон'юнктурна «Пісня про Леніна» на слова М. Сорокіна) та обробки народних пісень й інструментальних творів.
У нього вчились талановиті бандуристи брати Василь та Микола Литвини, бандуристки В. Шкура, Н. Нитоненко та інші.